# Herbert Capeller
Herbert Capeller (* 23. April 1907 in Mühldorf am Inn; † am 4. Juni 1978 in Burghausen) war  ein bayerischer Kunstmaler und Dentist, er schuf Ölbilder, Aquarelle und Gouachen.

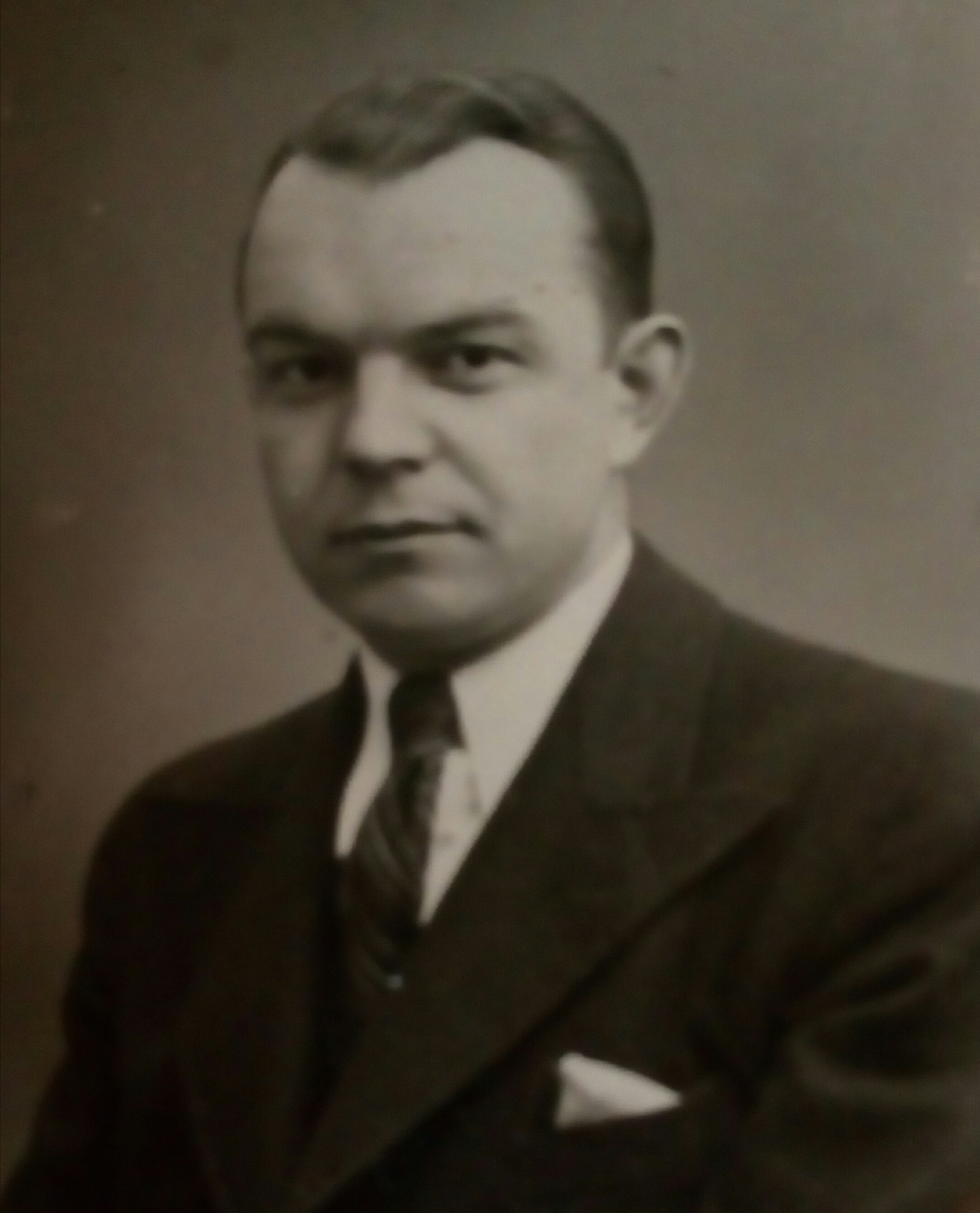
Herbert Capeller in jungen Jahren

## Biografie
Herbert Capeller wurde am 23. April 1907 als ältestes von sieben Kindern der Eheleute Alois Capeller, Dentist in Mühldorf am Inn, geb. in Straubing am 30. Oktober 1881 und der Brauerstochter Maria Capeller, geb. Pauli, geb. am 1. August 1882 in Stubenbach, Böhmen geboren.
Herbert Capellers Neigung galt sehr früh der Malerei. Er hätte gerne Malerei studiert. Stattdessen erhielt er von seinem Großonkel Ludwig Capeller Privatunterricht. Der war Studienrat, maßgeblicher Lehrer für Kunsterziehung an der Lehrerbildungsanstalt Pasing und Herausgeber zahlreicher Unterrichtsschriften im Verlag D. Geiger in Mühldorf.
So konnte Herbert Capeller auch den Vorstellungen seines Vaters zu einem „ordentlichen“ Beruf gerecht werden, die in Richtung der Dentisten-Praxisübernahme gingen. Er absolvierte eine Ausbildung zum Dentisten, arbeitete in der Praxis des Vaters mit und nahm daneben bei seinem Großonkel Mal- und Zeichenunterricht. Mit dem erworbenen Rüstzeug vertiefte er als Teil der Aus- und Fortbildung seine künstlerischen Fertigkeiten durch das Kopieren von Gemälden bekannter Künstler. Dabei fügte er „cop“ sogar zu seiner Signatur, wenn sein Bild sich wesentlich unterschied.
Bis zum Ausbruch des Zweiten Weltkriegs arbeitete er in seiner Geburtsstadt als Dentist in der Gemeinschaftspraxis mit dem Vater – und als Maler. Eine Schwangerschaft führte dann nach seinem Ehrenkodex zu einer Ehe, von der er sich nicht abbringen ließ. Sein Kriegsdienst als Funker muss ihm Einblicke gegeben haben, welche dem immer schweigsamer gewordenen Mann so zugesetzt haben, dass es zu einem Nervenzusammenbruch kam. Auf einem Heimaturlaub stürzte er sich in Suizidabsicht aus dem Fenster. Er überlebte, ein Arm musste amputiert werden. Als Soldat deshalb unehrenhaft entlassen wurde er in eine Nervenheilanstalt bei Wasserburg/Inn bis nach Kriegsende eingewiesen. Die Frau ließ sich scheiden. Eine Verbindung zur Tochter kam nie mehr zustande.
Nach der Rückkehr ins zivile Leben folgte eine wirtschaftliche Krise. Seinen erlernten Beruf als Dentist konnte er nicht mehr ausüben, die 1952 verfügte Gleichstellung von Dentisten mit Zahnärzten war für ihn bedeutungslos. Kriegsrentenansprüche wurden ihm aberkannt. Nur eine kleine Rente der Ärzteversorgung stand ihm zur Verfügung. Für eine eigene Wohnung reichte es nicht.

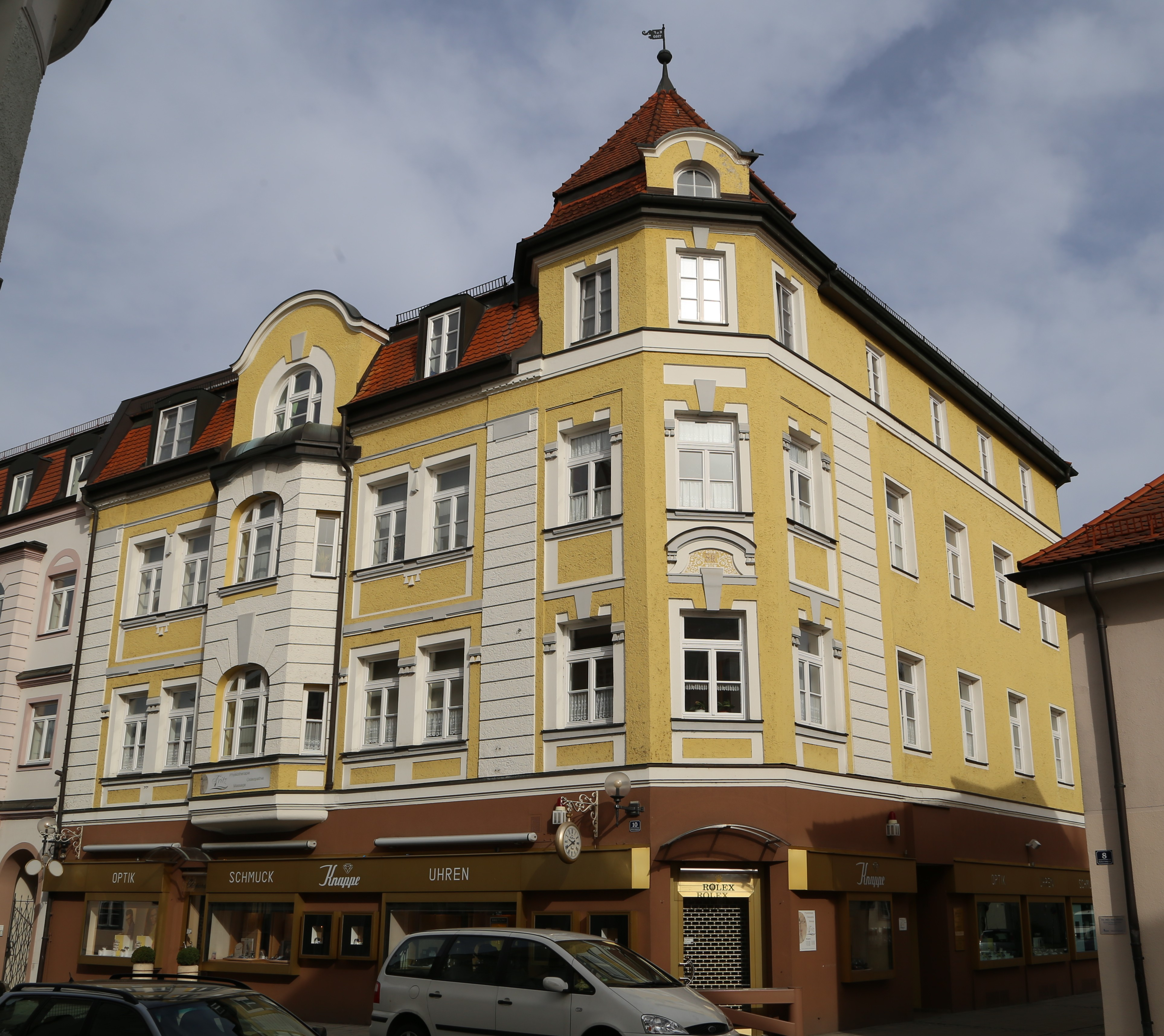
Haus Katharinenplatz 10 in Mühldorf

Er wurde von den Eltern aufgenommen, die im 1. Stock des Wohn- und Geschäftshauses am Katharinenplatz 10 wohnten. Der 18 Jahre jüngere Bruder Hans, 1925 geboren, den er sehr liebte, kam von der Front nicht zurück, galt als vermisst. Viel später konnte geklärt werden, dass er in Kriegsgefangenschaft weniger als 20 Jahre alt in Focșani (Rumänien) gestorben war.
Was Herbert Capeller, dem ehemals in jungen Jahren lebenslustigen Mann, blieb, war die Malerei. Er verkaufte zahlreiche Bilder, jedoch weit unter Wert. Zuweilen verschenkte er auch Bilder, wenn er sich von jemandem gut behandelt fühlte oder er bestritt damit Kaffeehausbesuche oder Kostgeld im Haushalt. Wie viele und wo sie verstreut sind, ist nicht bekannt. Ein Werkverzeichnis gibt es nicht.

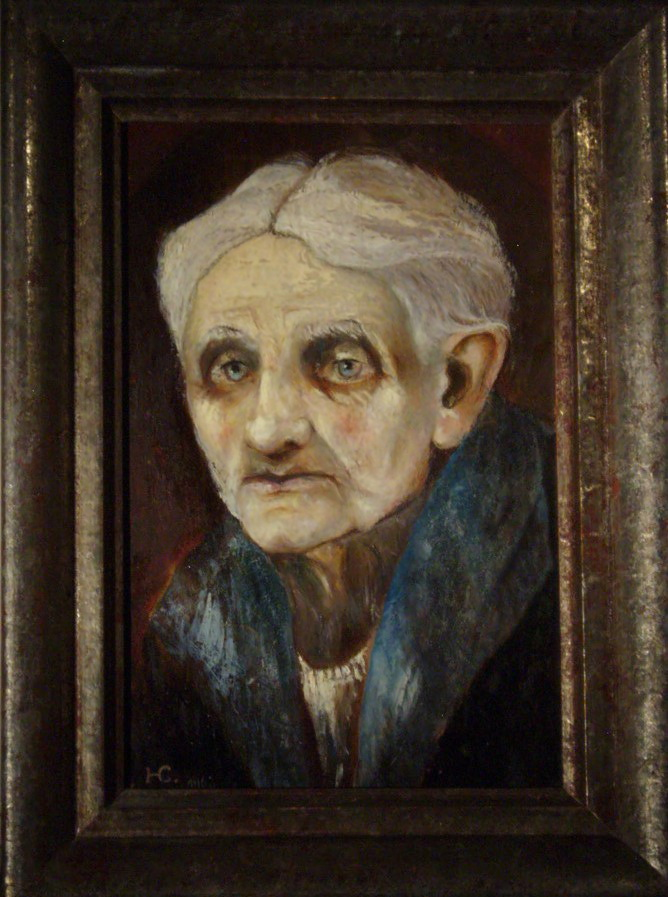
Maria Capeller, Mutter des Künstlers 1962 in ihrem Todesjahr, Öl auf Hartfaser 17 x 24 cm

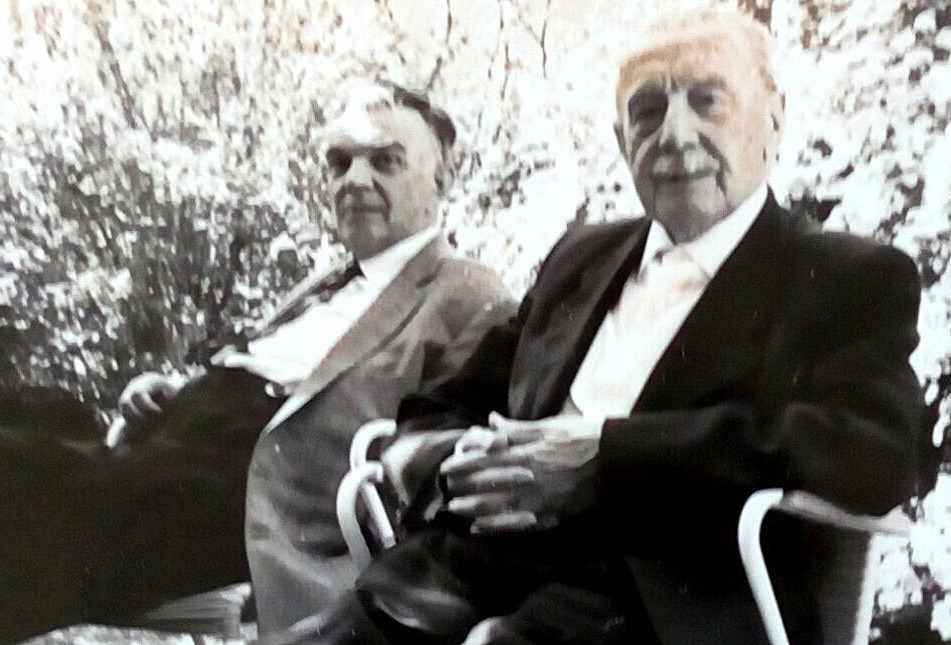
Herbert Capeller mit Vater Alois – Privatfoto 1967

Nach dem Tod der Mutter im Jahre 1962 blieben Vater und Sohn zusammen bis auch der Vater 1968 verstarb und er deshalb die Wohnung verlor. Die letzten zehn Jahre seines Lebens verbrachte Herbert Capeller in einem Altenheim in Burghausen. In seinem kleinen Zimmer war kaum Platz, deshalb arbeitete er viel im Freien, innerhalb der langgezogenen Burganlagen. Herbert Capellers Leben endete am 4. Juni 1978. Er wurde auf dem Friedhof von Mühldorf beigesetzt. Das kleine Familiengrab wurde 2014 aufgelassen.

## Künstlerisches Wirken
Sein eigenes frühes Werk aus den 1920er Jahren bis 1939 ist deutlich vom Malstil von Carl Schuch, Wilhelm Trübner und auch von Hans Thoma aus dem Leibl-Kreis beeinflusst.
Hauptmotive waren Landschaften, Stillleben und Porträts. Soweit verfügbar malte er in Öl auf Leinwand, Holz und Hartfaser. Fein gemalte naturalistische Aquarelle um 1930 bezeichnet Glück am Inn, In den Innauen, Katharinenkircherl, Altmühldorf zeigen mit feinstem Pinsel eine noch idyllische Welt.
Nach 1945 wandte er sich stilistisch der Moderne und der Neuen Sachlichkeit zu. Die Erfahrungen in der Nervenheilanstalt hatten sein Wesen verändert, führten zur Ablehnung von Verpflichtungen und Zwängen. Von daher kam es auch zu keiner Verbindung zu einem Galeristen, so dass er auch auf Ausstellungen nicht vertreten war. Denkbarer Kritik an seiner künstlerischen Arbeit wollte oder konnte er sich nicht mehr aussetzen. Er hatte sich seine eigene Sicht geschaffen, lebte in seiner Welt. Was Andere vom künstlerischen Wert seiner Werke hielten war für ihn unwichtig. Zu Auftragsarbeiten war er höchst selten bereit.

## Kunsthistorische Betrachtung
Bärbel Schäfer, Vereidigte Kunstsachverständige (IHK München) für Gemälde der Münchner Schule des 19. und frühen 20. Jahrhunderts hatte 1997 drei Gemälde aus der Zeit der frühen 1930er Jahre hinsichtlich kunsthistorischer Einordnung und Bewertung begutachtet – und eins aus der Nachkriegszeit. Über seine Ausbildung war sie unvollständig informiert. Eingangs formuliert sie: „Obwohl Capeller kein akademisch ausgebildeter Künstler war, hat er sich dennoch innerhalb seines Werkes eingehend mit den unterschiedlichen Strömungen seiner Zeit befaßt.“

„Im lebendigen Kolorit der Malerei des frühen 20. Jahrhunderts lassen sich in seinen Werken sowohl Tendenzen des Impressionismus als auch der Neuen Sachlichkeit und des Expressionismus nachweisen. In seinen Werken läßt sich die Auseinandersetzung Capeller’s mit der modernen Malerei des ausgehenden 19. und frühen 20. Jahrhunderts ganz deutlich nachvollziehen…

Im Stillleben mit Blumen und zwei Äpfeln (Öl/Holz, 40 x 51 cm, r.u. sign.) schafft Capeller mit lockerem Pinselstrich in pastosem Farbauftrag und der hellen Palette der Impressionisten eine Komposition, die aus dem Zusammenspiel der Farben und Formen zum Leben erwacht.
Bereits wie bei den Stillleben des großen Meisters Cezannes… ist auch hier das Interesse an der Wiedergabe plastischer Formelemente spürbar, mit der Absicht, deren Eigen-Sinn ausschließlich aus der Farbe zu definieren. Die gegenseitige Vertrautheit so inkohärenter Dinge wie der ockerfarbenen Tischplatte, des leicht in die Schräge gestellten Porzellantellers mit dem darauf abgelegten Obstmesser oder der beiden wie zufällig auseinander gerollten Äpfel erzielte Capeller  vor allem durch die beziehungsreichen farbigen Durchdringungen. Die irdenen Krüge am Rande der Tischplatte sind durch ihre farbliche Gestaltung sowohl mit dieser als auch mit dem samtig-braunen Hintergrund nicht wegzudenkende kompositorische Elemente innerhalb des Bildgeschehens. So wie sich auch das Rot der Apfel in den Blütenblättern des Blumenstrausses wiederholt. Durch die Farbe wirkt die Zusammengehörigkeit selbstverständlich.“

Das Bild entstand um 1930 und ist beeinflusst von Carl Schuchs um 1890 gemalten Päonien.
Zur Biografie verweist Bärbel Schäfer in ihrem Gutachten zu Recht auf die Angaben des Neffen von Herbert Capeller. Da sie (leider) im Januar 1997 zu Capellers Ausbildung unvollständig waren, kommt sie zusammenfassend zur Bewertung: „Herbert Capellers Werke lassen zwar eine grundlegende akademische Ausbildung vermissen, sind aber dennoch gefällige und dekorative Bilder, die die Kenntnis und Auseinandersetzung, das Bemühen um die Verarbeitung und das Verinnerlichen der großen Strömungen in der Malerei zu Beginn des 20. Jahrhunderts deutlich spüren lassen.“
Auf diese Feststellung hat sich auch die Kunsthistorikerin Sonja Baranow im April 1997 im Auftrag des LG München I in ihrem Gutachten gestützt mit dem Hinweis, dass er in den bekannten Künstlernachschlagewerken nicht erfasst ist.

## Werke (Auswahl)

Werke bis 1939
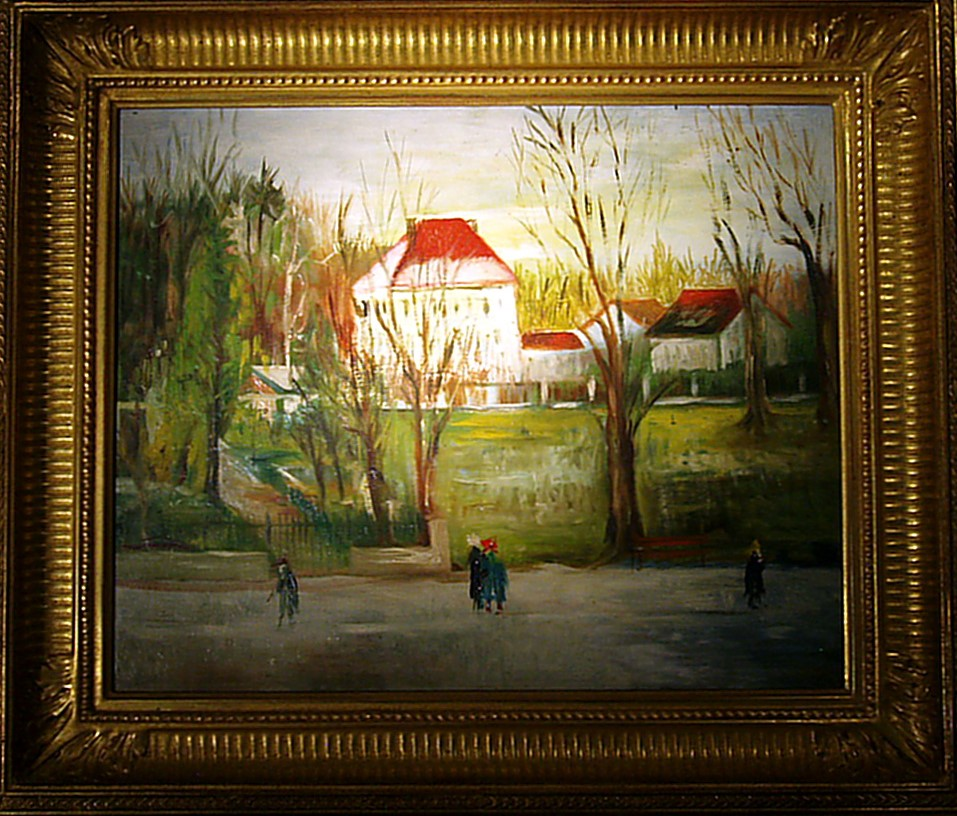
Blick auf ehem. Rentamt, heute Finanzamt, im Bild links Teil des ehem. Cafe Sax Garten
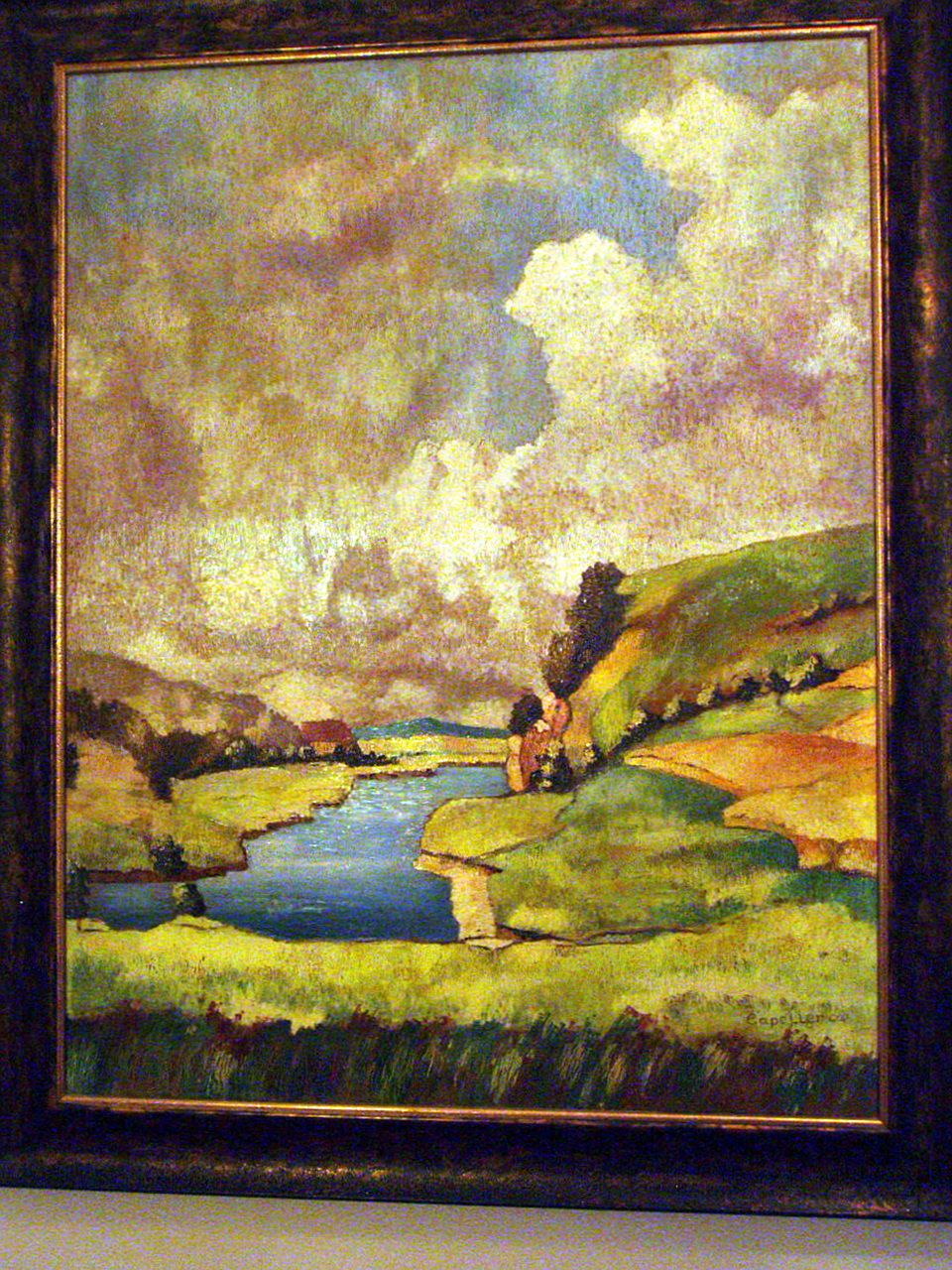
Flusslandschaft r.u.signiert um 1930
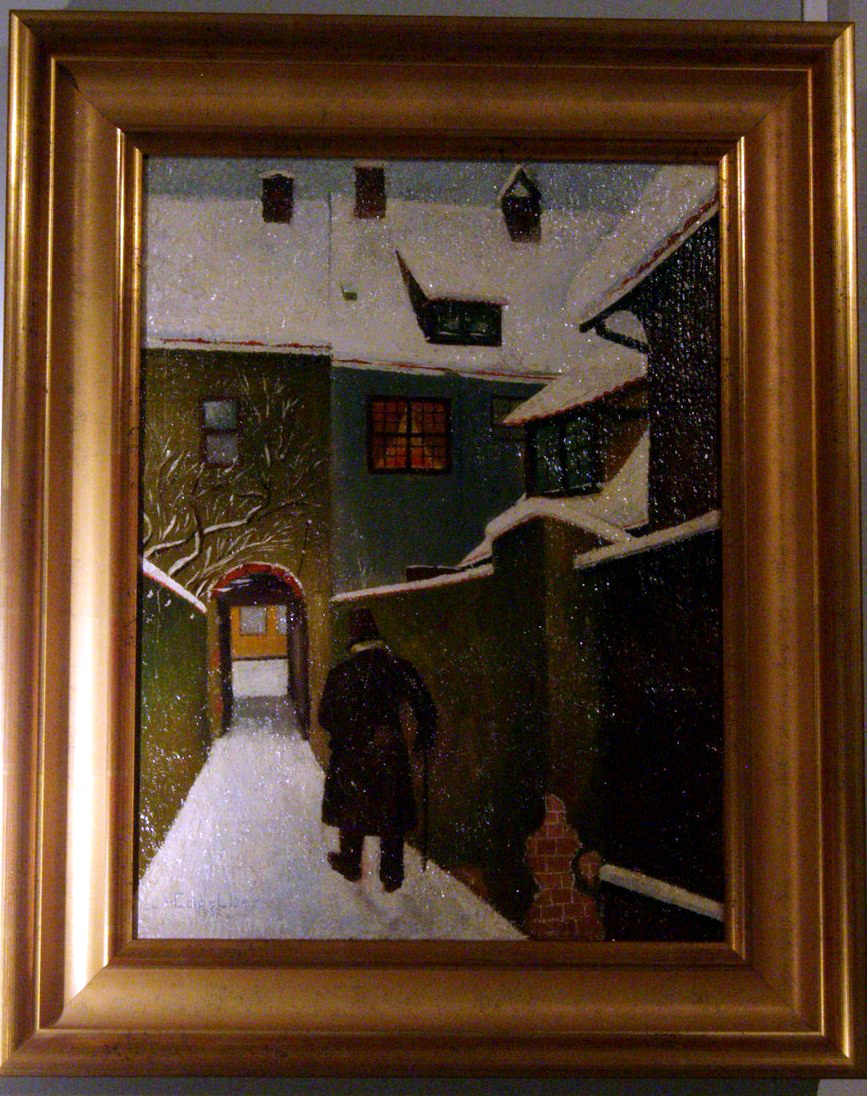
Winteransicht vermutlich Mühldorf
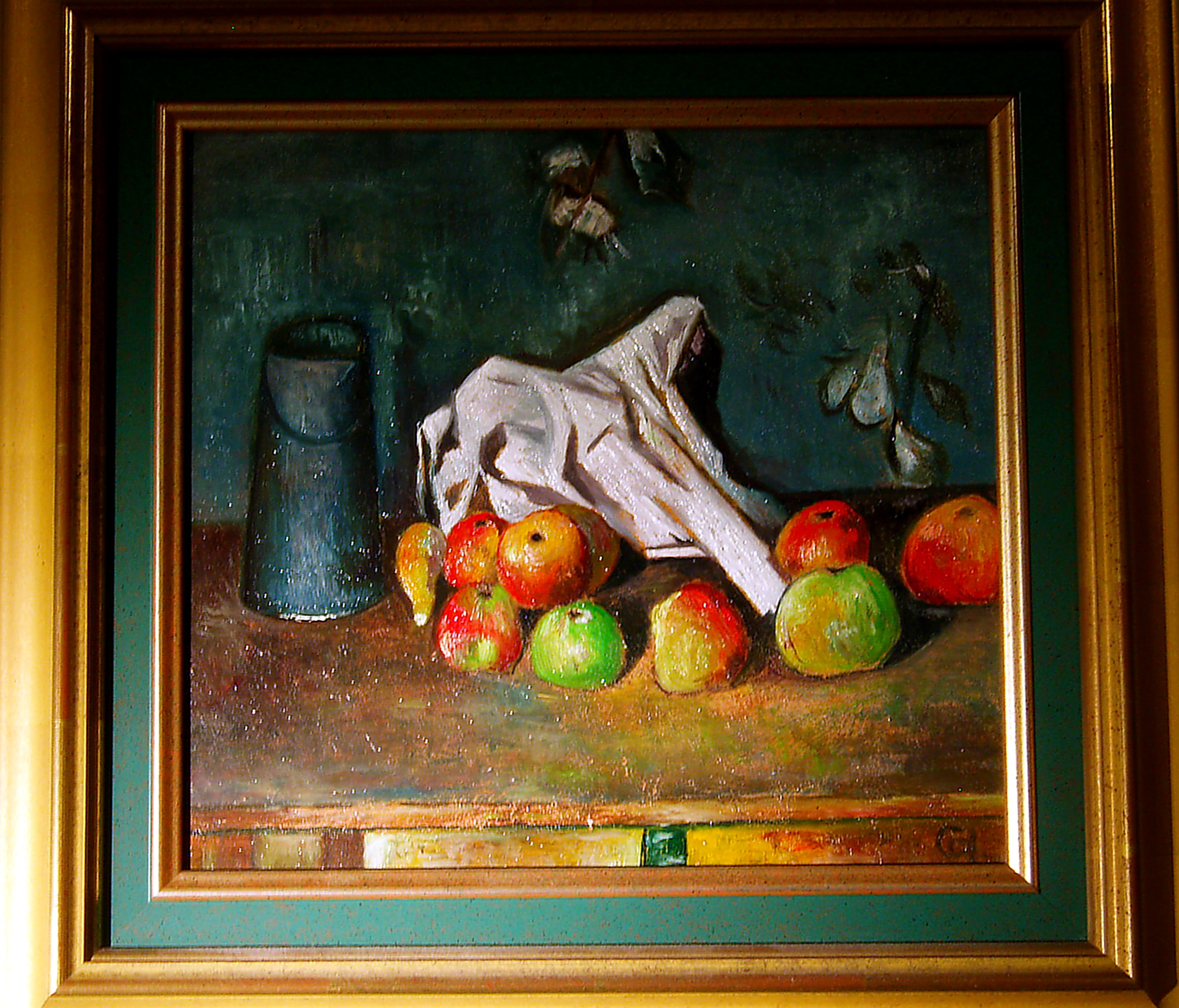
Stillleben um 1930
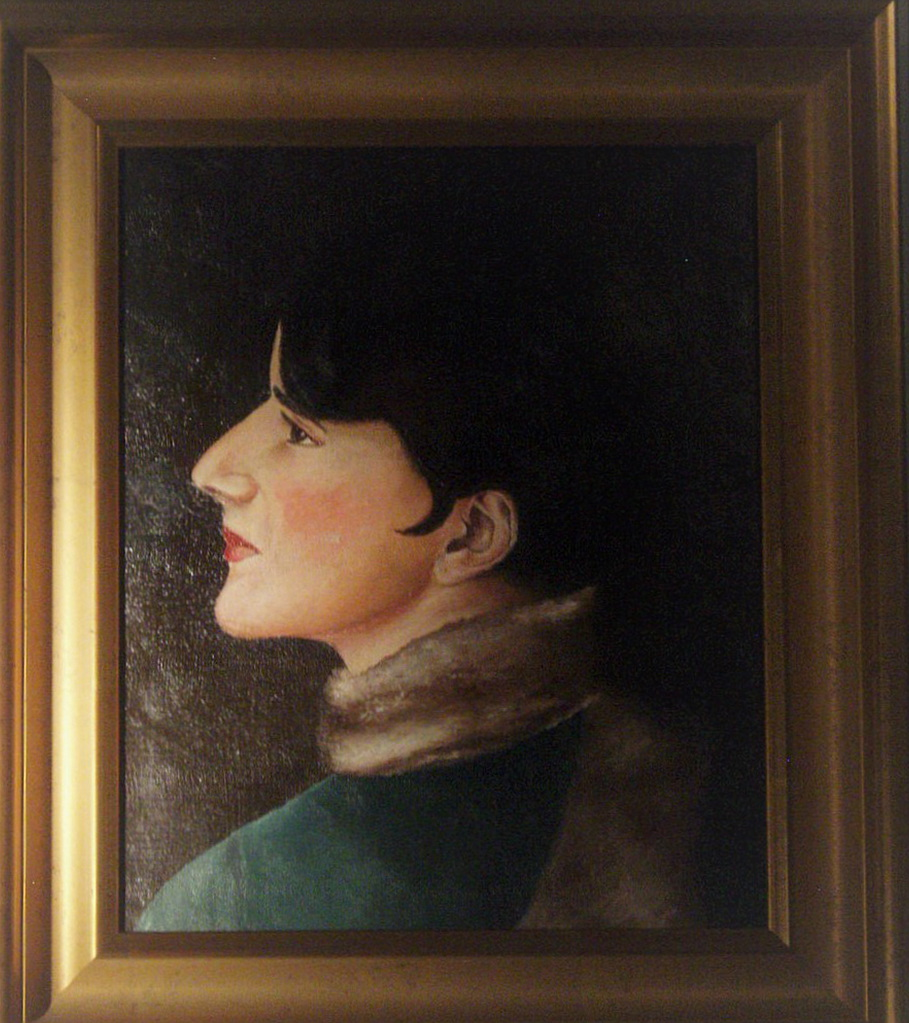
Porträt einer jüdischen Unbekannten aus Mühldorf am Inn – entstanden anfangs der 1930er Jahre

Werke nach 1945
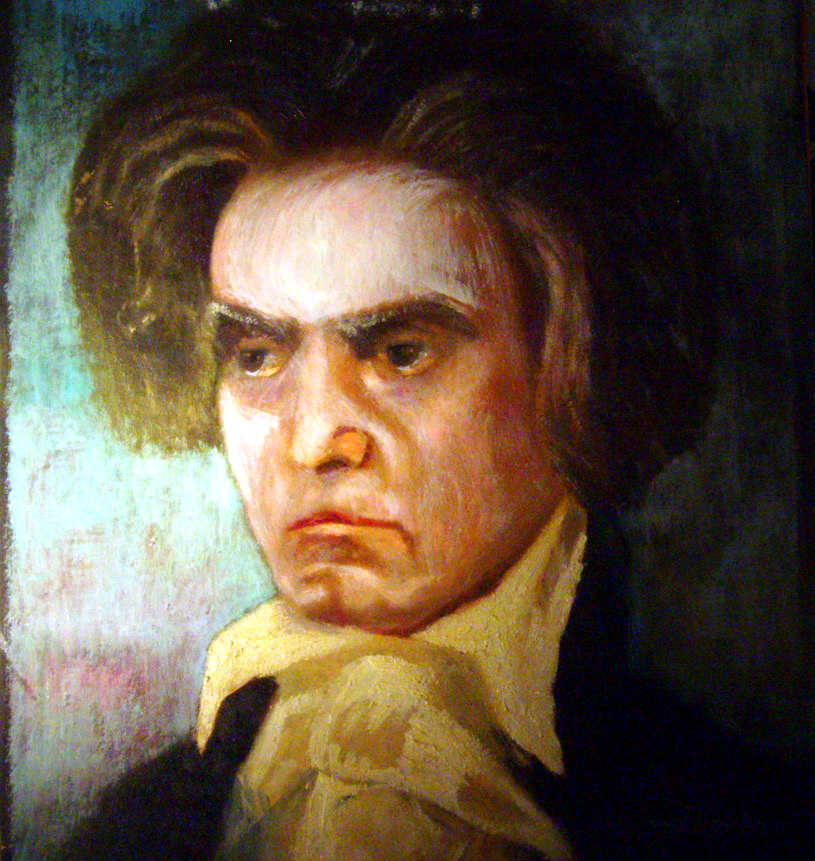
Beethoven Studie, undatiert, unsigniert ca. 1950
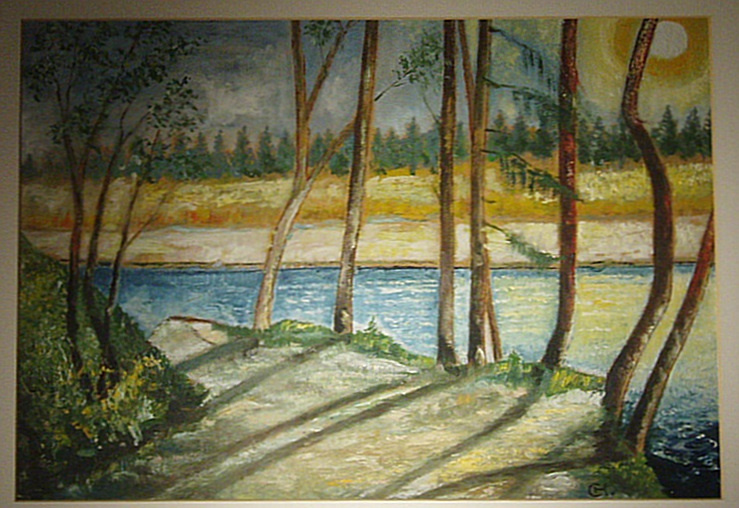
In den Innauen von Mühldorf am Inn, Gouache auf Papierblock r.u. sign. HC
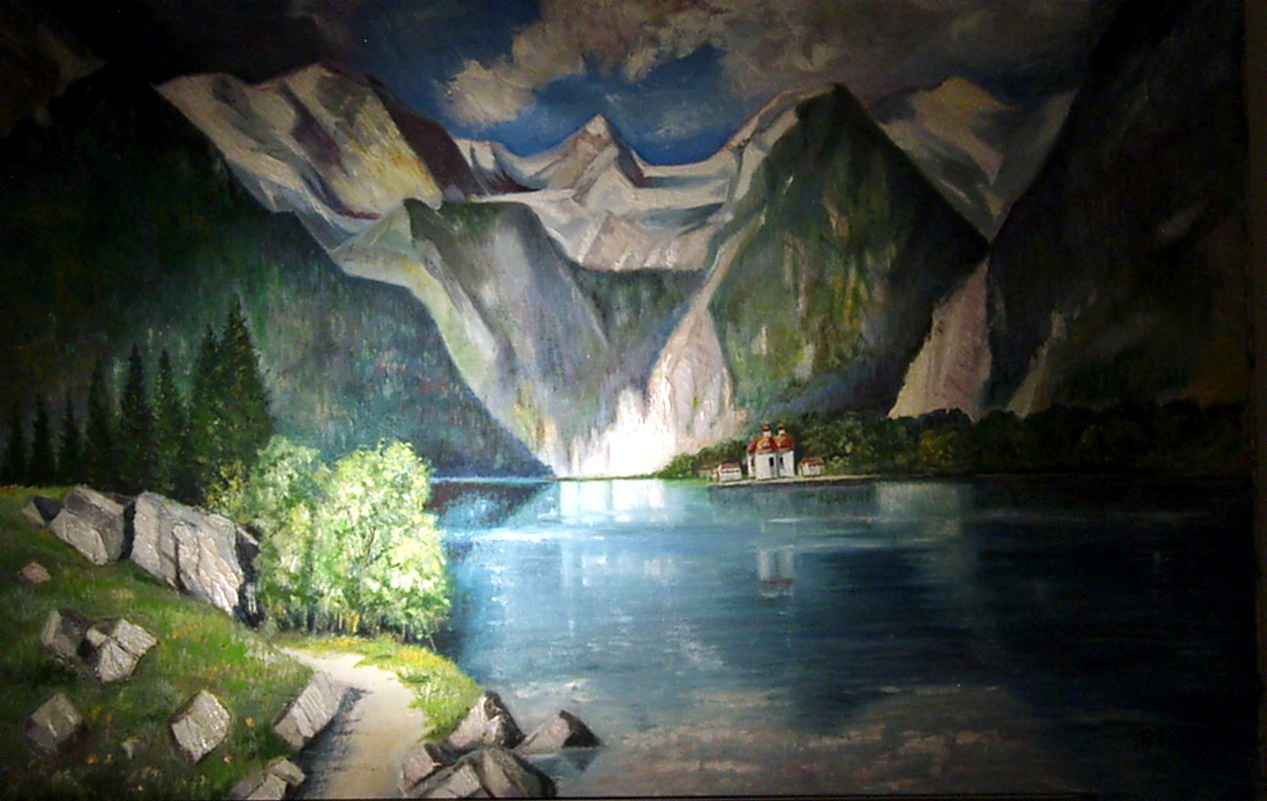
Expressionistische Darstellung des Blicks auf Königsee und St. Bartholomä sign. HC ca. 1960
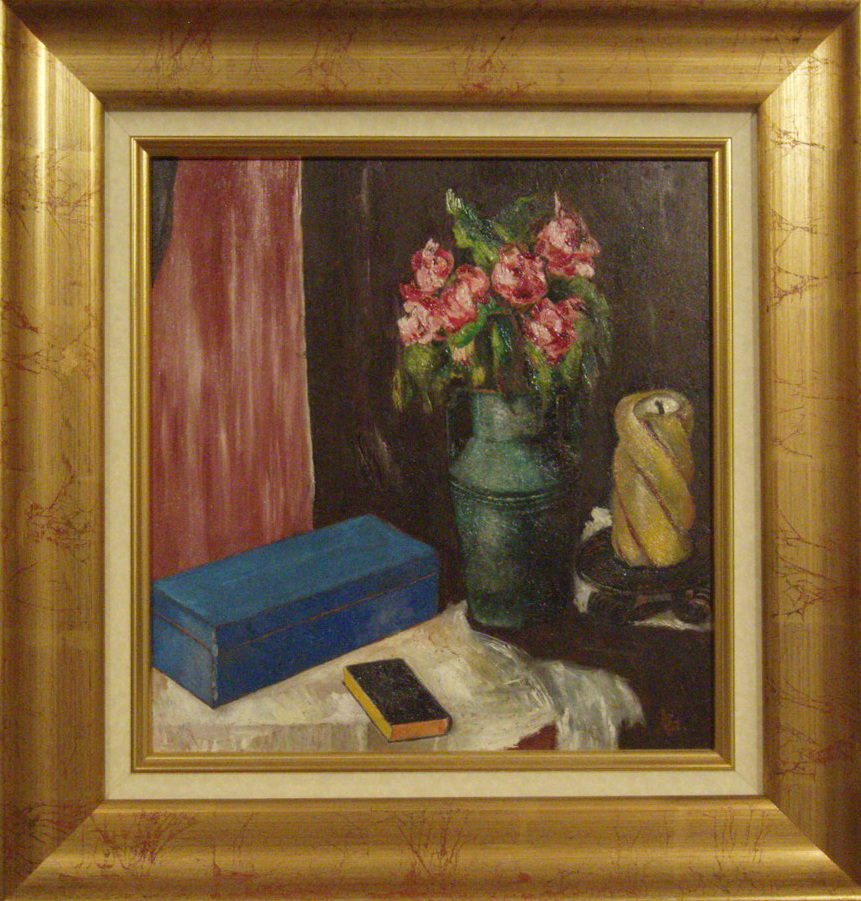
Abschied von der Mutter Maria Capeller, 1962
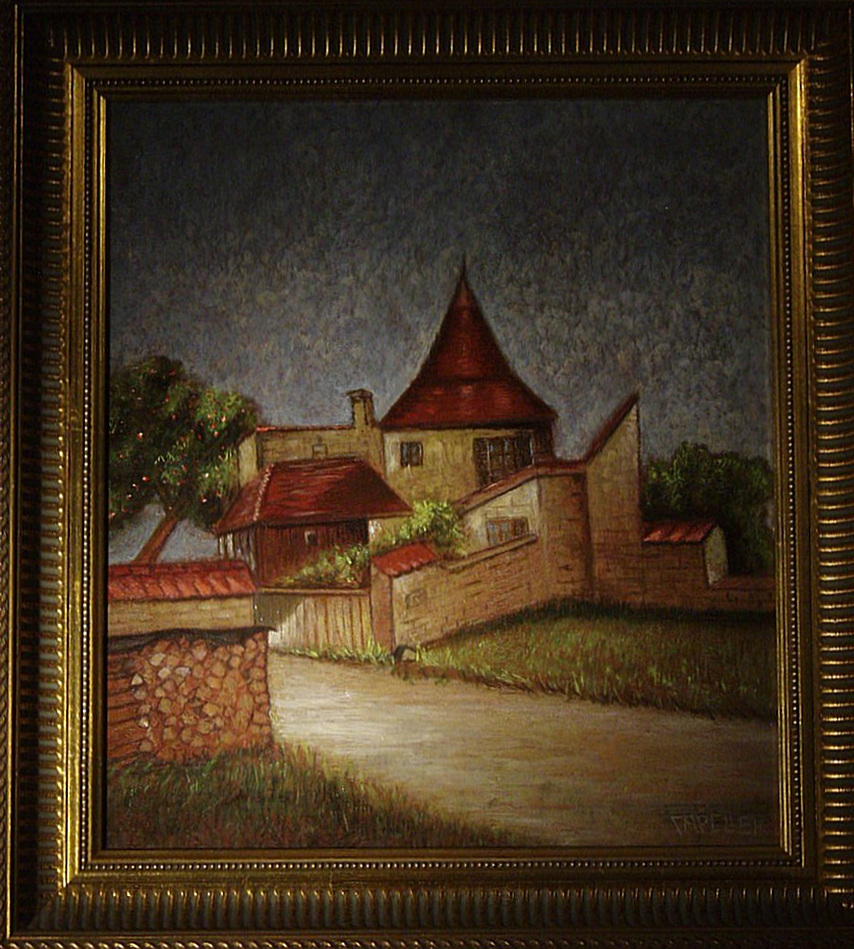
In den Burganlagen von Burghausen sign ohne Datum – von ca. 1972